# 波士頓戰場
波士頓戰役（英語：Boston Campaign）是新英格蘭殖民地與英國之間的戰事，發生於1775年4月至1776年3月之間。戰役使到北美殖民地與英國關係決裂，促使殖民地在1776年7月發表《美國獨立宣言》，並且引發後續美國獨立戰爭戰事。
波士頓戰役以英國向麻薩諸塞灣殖民地施行《強制法案》為起點，促使殖民者組成自治政府對抗。英國為徵收殖民者武器，在1774年9月引發火藥危機，使雙方幾乎爆發武裝衝突。到1775年4月，英軍第二次的徵收武器行動，觸發了列星頓和康科德戰役，而民兵取勝後更開始包圍英軍總部波士頓，是為波士頓之圍；另一批民兵則開始遠征加拿大。圍城之初，民兵與英軍只有多次輕微衝突，以爭奪補給。6月碉堡山戰役爆發，以英軍慘勝告終，圍城戰陷入僵局。
碉堡山戰役後，維珍尼亞州的華盛頓出任大陸軍總司令，接掌民兵指揮；而北美英軍總司令托馬士·蓋奇則被撤職，由威廉·豪接任。然而交戰雙方各自面對軍力問題，一直無法發動進攻。要到1776年1月，大陸軍透過大炮遠運將提康德羅加堡的攻城炮運抵戰場，才打破僵局。3月大陸軍在多徹斯特高地爭奪戰奪取先機，迫使英軍從海路撤出波士頓，戰事以大陸軍勝利告終。

## 背景及前奏
波士頓戰役的爆發，並非北美殖民地與英國有所計劃。1767年《唐森法令》通過後，殖民地雖普遍持有「無代表，不納稅」的觀點，但既無意用武力與英國對抗，本身又陷入分裂。麻薩諸塞州與紐約州的殖民者因爭奪康涅狄格州及哈德遜河流域土地而陷入對峙；新罕布夏州與紐約州為爭奪佛蒙特幾乎爆發戰爭，而佛蒙特則想獨立於兩州之外；賓夕法尼亞州與康涅狄格州殖民者爭奪懷俄明谷地；北卡羅萊納州更因徵稅及執法問題，陷入反抗法規內戰（War of the Regulation）。
1770年波士頓大屠殺後，國會雖讓步撤去唐森法案，但仍保留茶稅，留下衝突伏線。然而，殖民者的反對方式普遍溫和，身在波士頓的約翰·亞當斯更力主以法律審判開火英軍，以示殖民地並非叛亂，繼續與國會談判。1773年《茶葉法令》通過，激進的自由之子引發波士頓倒茶事件，進而鼓勵其他殖民地拒絕卸載英國茶葉，迫使國會強硬回應，以恢復宗主國的統治威信。1774年國會通過《強制法案》，試圖以強硬手段恢復波士頓秩序，卻引起反效果。北美殖民地普遍視之為濫行懲罰，稱之為「不可容忍法案」。麻薩諸塞議會在5月被喬治三世解散後，北美殖民者開始籌備第一次大陸會議，商討聯合向英方談判。雖然北美殖民地在徵稅及反對法案上走向合眾，但在其他方面仍鮮有相合。為排解殖民者向西開拓的壓力，維珍尼亞州總督鄧莫爾伯爵更向蕭尼族（Shawnee）及明戈族（Mingo）發動鄧莫爾伯爵的戰爭（Dunmore's War），攻打俄亥俄河谷及今日西維珍尼亞州土地，獲得殖民者支持。
然而殖民者反抗法案，無疑於挑戰英國的宗主權，英國國會多次指令北美英軍總司令兼麻薩諸塞灣殖民地總督托馬士·蓋奇（Thomas Gage）動用軍力，執行《強制法案》。這使蓋奇的身份極為尷尬：以武力落實《強制法案》，必然視麻薩諸塞鄉鎮為敵人。然而皇室及國會既未宣佈殖民地陷入叛亂，雙方又非處於戰爭狀態，名義上更是總督治下的公民，直接動用武力並不恰當。更何況蓋奇本身又對殖民者抱有同情。為求平衡，蓋奇嘗試以秘密軍事行動徵收殖民者武器，減低雙方爆發衝突機會。不過英軍1774年9月首次徵收行動不但事洩，更引發殖民地的戰爭恐慌，是為火藥危機。這使北美殖民地更受刺激，麻薩諸塞鄉鎮索性組成自治政府麻薩諸塞地區議會（Massachusetts Provincial Congress），與波士頓分庭抗禮，並獲得第一次大陸會議背書支持。火藥危機因此成為波士頓戰役的前奏。

## 戰役爆發
1775年2月，喬治三世宣佈麻薩諸塞進入叛亂狀態，而蓋奇再次受到國內壓力，要出兵執行《強制法案》。4月19日，蓋奇再次秘密派兵去徵收武器，但英軍不但未能保密，更先後兩次與民兵擦槍走火，引發列星頓和康科德戰役。當英軍撤返波士頓時，遭到多個鄉鎮的民兵前來報復，造成嚴重傷亡。民兵更進而包圍波士頓，波士頓之圍開始。圍城戰開始後，一支民兵乘機北上攻佔提康德羅加堡，成為遠征加拿大的前奏。
不過，民兵整體上欠缺核心組織，也無意獨立建國。亞提馬斯·華德（Artemas Ward）雖然是圍城民兵總司令，但諸如普特南等民兵領袖卻各自為政。至於緊接列星頓和康科德戰役召開的第二次大陸會議，與會者雖開始對英國國會死心，但其發表的《武裝宣言》（Causes and Necessity of Taking up Arms）仍重申向英皇效忠，表明殖民者只是要用武器捍衞自由。及後民兵與英軍因爭奪補給，而先後引發切爾西灣戰鬥及馬柴厄斯海戰，但僅為小型衝突，並未陷入全面戰爭。英國軍艦甚至容忍民兵在查爾斯鎮的公然挑釁，而未有開炮轟擊。
1775年6月英國援軍陸續抵達，開始計劃突圍。然而民兵卻率先在查爾斯鎮山地建造堡壘，迫使英軍前往攻打，碉堡山戰役因此爆發。英軍雖然在戰事佔據波士頓北面扼要，卻死傷枕藉。戰役促使喬治三世在8月發佈《平叛詔書》（Proclamation of Rebellion），宣佈北美全部殖民地處於叛亂狀態，雙方逐漸陷入全面戰爭。
碉堡山戰役後，北美英軍總司令由威廉·豪接任，而華盛頓則到波士頓市郊就任大陸軍總司令，開始編組民兵為正規軍。豪因戰損嚴重，未敢出征突圍；華盛頓則忙於挽留服役期滿的民兵延長服役，籌措補給武器，以及編組正規軍隊。這使雙方都無法進攻對方，戰事陷入僵局，只有零星交火。在新英格蘭海岸，民兵與皇家英國海軍先後引發格洛斯特戰鬥及法爾茅斯焚城事件，但對整體戰局沒有影響。
1775年11月，華盛頓派好友亨利·諾克斯到提康德羅加堡搬運攻城火炮，是為大炮遠運。當火炮在1776年1月運抵波士頓城外，大陸軍終於佔據主動。3月華盛頓將火炮運往波士頓南部的多徹斯特高地，並迅速建造防禦工事，使大陸軍可炮擊波士頓所有英軍設施。在多徹斯特高地爭奪戰中，豪原本計劃派軍強攻高地，但因風雪而被迫放棄。恐於碉堡山戰役重演，豪決定從海路撤出波士頓，並在3月17日全數撤往保皇黨重鎮哈利法克斯。波士頓戰役以大陸軍勝利告終。

## 後續影響
戰事告終後，華盛頓判斷豪將會由海路進攻紐約市，旋即帶兵往東北增援，最終引發紐約及新澤西戰役。雖然新英格蘭仍有多場戰鬥，保皇黨與革命黨也時有衝突，但波士頓未再受戰火波及。此後麻薩諸塞州在獨立戰爭主要扮演民兵的後援，以及大陸海軍其中一個停泊港口。
波士頓戰役是英國與美洲殖民地步向全面戰爭的過程。戰事爆發前，英國仍視美州叛亂為政治問題，但到1776年卻修正為軍事威脅，並徵集大量陸軍部隊、黑森僱傭兵及海軍船艦前往美洲平亂。雙方及後談判俱告失敗，直到英國承認美國獨立，才暫時和解。